# Себастьян Домінгес
Себастьян Енріке Домінгес (народився 29 липня 1980) — колишній аргентинський футболіст, який грав на позиції центрального захисника. Зараз є помічником тренера Ернана Креспо в катарському клубі першого дивізіону «Аль-Духайль».
Професійна футбольна кар'єра Домінгеса охопила 19 років, протягом яких він грав за команди в Аргентині, Бразилії та Мексиці, виграючи титули з усіма, крім одного.

## Клубна кар'єра
Домінгес дебютував на професіоналі за «Ньюеллс Олд Бойз» у 1998 році у віці 18 років. У ранньому віці його придбала третя сторона та віддала в оренду «Тальєрес де Кордоба» разом зі своїм одноклубником Максі Родрігесом, але йому так і не дозволили грати за клуб, і незабаром після цього він повернувся до «Ньюелл». Грав на позиції опорного півзахисника до 2004 року, коли тренер Амеріко Гальєго перевів його на позицію центрального захисника, де він став капітаном команди, яка виграла турнір Апертура 2004 року, тим самим порушивши 12-річну посуху в титулах клубу. За час турніру центральний захисник провів 18 матчів (з 19), причому всі в стартовому складі.
Після перемоги в чемпіонаті ліги з Newell's Домінгес був придбаний сторонньою компанією Media Sports Investment за 2,5 мільйона доларів (США), яка віддала його разом з іншими аргентинськими гравцями Карлосом Тевесом і Хав'єром Маскерано до бразильської команди Корінтіанс. Зі своїм новим клубом він виграв Чемпіонат Бразилії Серії А 2005 року.
Під час січневого трансферного вікна 2007 року Домінгес повернувся до Аргентини, щоб грати за «Естудіантес де Ла-Плата» під керівництвом Дієго Сімеоне. Грав з командою цілий рік, після чого в січні 2008 року його підписав мексиканський клуб «Амеріка». Незважаючи на те, що він допоміг команді виграти ІнтерЛігу 2008 року та забив у дербі проти «Чівас де Гвадалахара», наприкінці року його було звільнено від контракту.

## Міжнародна кар'єра
31 серпня 2009 року Домінгес був викликаний тренером Дієго Марадоною до національної збірної Аргентини разом з іншими товаришами по команді Велеса Сарсфілда Ніколасом Отаменді та Еміліано Папою. У складі Аргентини захисник стартував у відбіркових матчах ЧС проти Бразилії та Парагваю (обидві поразки від Аргентини).
Пізніше тренер Алехандро Сабелья викликав Домінгеса на товариські змагання Суперкласіко де лас Амерікас у 2011 та 2012 роках, де він був капітаном національної збірної. Сабелья також викликав його на відбіркові матчі Чемпіонату світу 2014 року, включаючи останні два проти Перу та Уругваю. Однак до складу на чемпіонат світу він не ввійшов.

## Особисте життя
Домінгес вивчав архітектуру, але далеко не зайшов у своїй кар'єрі. Грає на гітарі та губній гармошці, захоплюється аргентинським і британським роком.
У 2014 році Домінгес отримав освіту футбольного тренера в Аргентині.